# Флай, Дэвид
Дэвид Хоуэллс Флай (англ. David Howells Fleay; 6 января 1907, Балларат, Виктория, Австралия — 7 августа 1993, Берли, Квинсленд, Австралия) — австралийский зоолог, зоотехник и писатель, основатель зоопарка в Квинсленде, который сейчас носит его имя. Пионер австралийского движения защиты животных и дикой природы в целом. Одним из первых стал заниматься разведением в неволе исчезающих видов животных и был первым, кому удалось получить потомство от утконосов в неволе. Один из немногих, кому посчастливилось заснять на киноплёнку живого сумчатого волка, и последний, кто его сфотографировал (вскоре после этого эти животные полностью вымерли). Кавалер ордена Австралии и ордена Британской империи.

## Биография

### Ранние годы
Дэвид Флай родился в городе Балларат в штате Виктория в Австралии. В детстве он получил эстетическое воспитание: его мать Мод Эдит Виктория Флай (англ. Maude Edith Victoria Fleay, 1869—1965) была известной австралийской художницей дикой природы, изучала живопись у Фредерика Мак-Каббина; его отец Уильям Генри Флай (англ. William Henry Fleay) был химиком-производителем в Балларате. После обучения в государственной начальной школе, а затем в частной средней школе Ballarat Grammar School, Дэвид сначала работал в аптеке своего отца, а затем некоторое время учителем в англиканской школе-пансионате в Балларате.
В 1927 году Дэвид Флай уезжает в Мельбурн, чтобы продолжить обучение в Мельбурнском университете. Там он познакомился со студенткой Мэри Сигрид Колли (англ. Mary Sigrid Collie), с которой они поженились в 1931 году, в том же году Флай закончил обучение и получил диплом по специальности зоология, ботаника и педагогика. После этого он до 1934 года работал учителем в Балларате.

### Работа в области естественных наук
Интерес Флая к миру природы совпал с зарождением в Австралии научного интереса к вымирающим видам, к более внимательному отношению общественности к австралийским животным, которые, по его мнению, заслуживают внимания не только как источник пищи. Ещё в начале своей карьеры он понял важность исчезающих видов, в 1933 году Флай стал последним, кому посчастливилось сфотографировать живого сумчатого волка. Это произошло в Хобартском зоопарке в Тасмании, в котором содержалось последнее животное этого вида. Во время фотографирования волк укусил Флая за ягодицы, Дэвид всю жизнь после этого гордился шрамом, оставшимся у него после этого укуса.
В 1934 году Флая попросили отобрать и создать секцию австралийских животных в Мельбурнском зоопарке, и он проработал над этим проектом четыре года. За это время у него было несколько научных достижений, в том числе, первый опыт разведения животных в неволе: эму, несколько видов птиц, дымчатого лягушкорота и сумчатых — коалу. Под его руководством начались исследования особенностей размножения утконоса. Флай занимался просветительской работой, в частности, вёл передачи о природе на радиостанции Мельбурна в 1937 году. В том же году из-за разногласий с руководством зоопарка (в основном из-за его убеждений о том, что местных австралийских птиц и зверей следует кормить тем, чем они питаются в дикой природе) Флай был уволен.
В 1962 году Флай вместе с Джудит Райт, Брайаном Клустоном и Кэтлин Макартур основал Общество охраны дикой природы Квинсленда.

### Зоопарк Хилсвилля
Флай был назначен директором Заповедника Хилсвилля возле Мельбурна. Среди животных, содержавшихся в зоопарке этого заповедника, были сумчатые куницы, тасманийские дьяволы, динго и различные хищные птицы. К ним Флай добавил тигровых змей, от которых получали яд для производства противоядия, и утконосов. Многие животные были размещены на больших площадках, похожих на загоны, с распашными воротами, чтобы посетители могли свободно общаться с животными. Он также проводил ежедневные демонстрации «кормления» утконосов.
Наивысшим достижением Флая в зоопарке Хилсвилля стало выведение первого утконоса в неволе в 1943 году. Вольер, в котором содержались утконосы, был оборудован так, чтобы условия в нём максимально походили на ручьи, в которых обитают эти животные. Первый родившийся в неволе утконос появился на свет примерно 5 ноября 1943 года. Никому, кроме Флая, не удавалось размножить и вырастить в неволе утконосов до 1998 года, когда этого снова удалось добиться в зоопарке Заповедника Хилсвилля. С тех пор размножение этих животных в неволе происходило ещё дважды: в Хилсвилле и зоопарке Таронга.
С 1945 по 1947 год Флай возглавил экспедицию на остров Тасмания, целью которой было поймать размножающуюся пару сумчатых волков; однако он вернулся с пустыми руками.
В 1947 году Флай привез трех утконосов в Нью-Йорк для зоопарка Бронкса, где их поместили в вольер, построенный по его инструкциям. Он изучал разведение животных в различных зоопарках и природных заповедниках по всей территории США, а вернувшись в Хилсвилль в октябре того же года Флай узнал, что правление уволило его за предполагаемые несанкционированные пожертвования животных различным иностранным зоопаркам. Хотя это и было неправдой, это возымело значительные последствия: он был понижен в должности и остался в Хилсвилле в качестве консультанта.
У Флая была также частная коллекция животных, но в 1951 году правительство штата Виктория приняло закон, запрещающий частным лицам взимать плату с публики за просмотр коллекций животных. Это заставило его принять решение о перемещении своей коллекции.

### Берли, Квинсленд
После тщательных поисков Флай выбрал для размещения своей коллекции животных эстуарий Таллебудджера во внутренних районах около города Берли в районе Голд-Кост в Квинсленде, в том числе потому, что там была нетронутая естественная среда обитания для коал, помимо уже расчищенных территорий (тогда там были сельскохозяйственные угодья) для строительства вольеров для животных. Флай постепенно приобретал землю и к 1958 году уже были построены вольеры, в которых демонстрировались утконосы, змеи, динго, австралийские большие дрофы, скопы, крокодилы и аллигаторы. В то же время, бандикуты, летучие лисицы, орланы, валлаби и коалы могли свободно посещать прилегающий лес. Однако основное внимание Флая было сосредоточено на изучении животных.
В этом районе также были мусорные кучи, которые когда-то использовались многими поколениями аборигенов племени комбумерри. Флай сохранил их и поддерживал хорошие отношения с комбумерри.

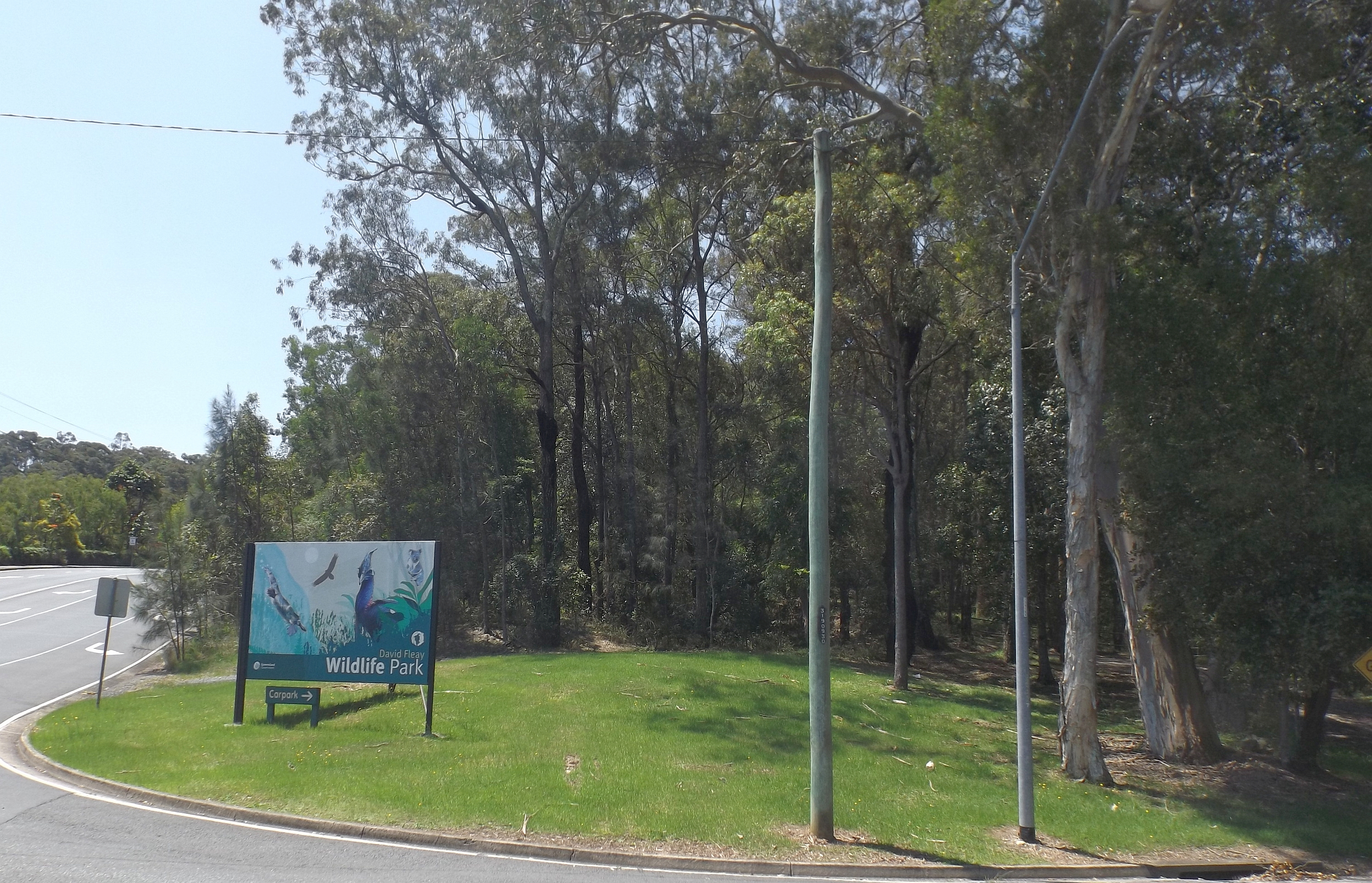
Въезд в Парк дикой природы имени Дэвида Флая, 2015 г.

Животных частично кормили за счет пожертвований местных пекарей и мясников, а местные жители приносили мертвых животных, чтобы накормить сов или варанов (если они были уже не свежими); мышей и крыс часто собирали в Исследовательском институте МакКерраса за больницей; для утконосов ежедневно собирали свежих червей; также ловили угрей, голубей и летучих лисиц, чтобы накормить сов, змей и крокодилов.
В зоопарке также принимали и размещали травмированных и больных животных, даже из Новой Гвинеи и Центрального Квинсленда. Выживших оставляли для исследований или разведения; местных животных после выздоровления выпускали в дикую природу; умерших животных скармливали выжившим.
В 1982 году Дэвид и Сигрид Флаи продали 15 гектаров принадлежавшей им земли правительству Квинсленда, после чего там был основан парк сохранения природы. В следующем году основной резерват фауны площадью 8,1 гектара с вольерами для животных также был продан правительству. Оставшаяся часть участка площадью 3 гектара была передана в 1985 году. По условиям этого соглашения Дэвид и Сигрид Флаи продолжали жить и работать в парке: в 1983 году он закрылся на пять лет на реконструкцию и вновь открылся в 1988 г. Позднее этот парк был назван в честь Дэвида Флая и на сегодняшний день под названием Парк дикой природы имени Дэвида Флая остается в собственности правительства Квинсленда.
Скончался Дэвид Флай 7 августа 1993 года от болезни сердца в возрасте 86 лет.

## Достижения
- Первое разведение в неволе утконоса (1943 г.), гребнехвостой сумчатой мыши (1955 г.), плоскоголовой сумчатой мыши (1958 г.), тайпана (1960 г.), гигантской иглоногой совы (1968 г.), чёрной сипухи (1969 г.), светлого ястреба (1971 г.), австралийской сипухи (1971 г.), восточной травяной сипухи (1972 г.), хохлатой базы (1975 г.), клинохвостого орла (1977 г.) и большой сумчатой летяги (1988 г.)[2].

- Объёмное производство змеиного яда смертельных змей, ложных кобр Гюнтера, тигровых змей и змеи Pseudechis australis для доктора Келлавей из Института медицинских исследований Уолтера и Элизы Холл[англ.][11].

## Награды

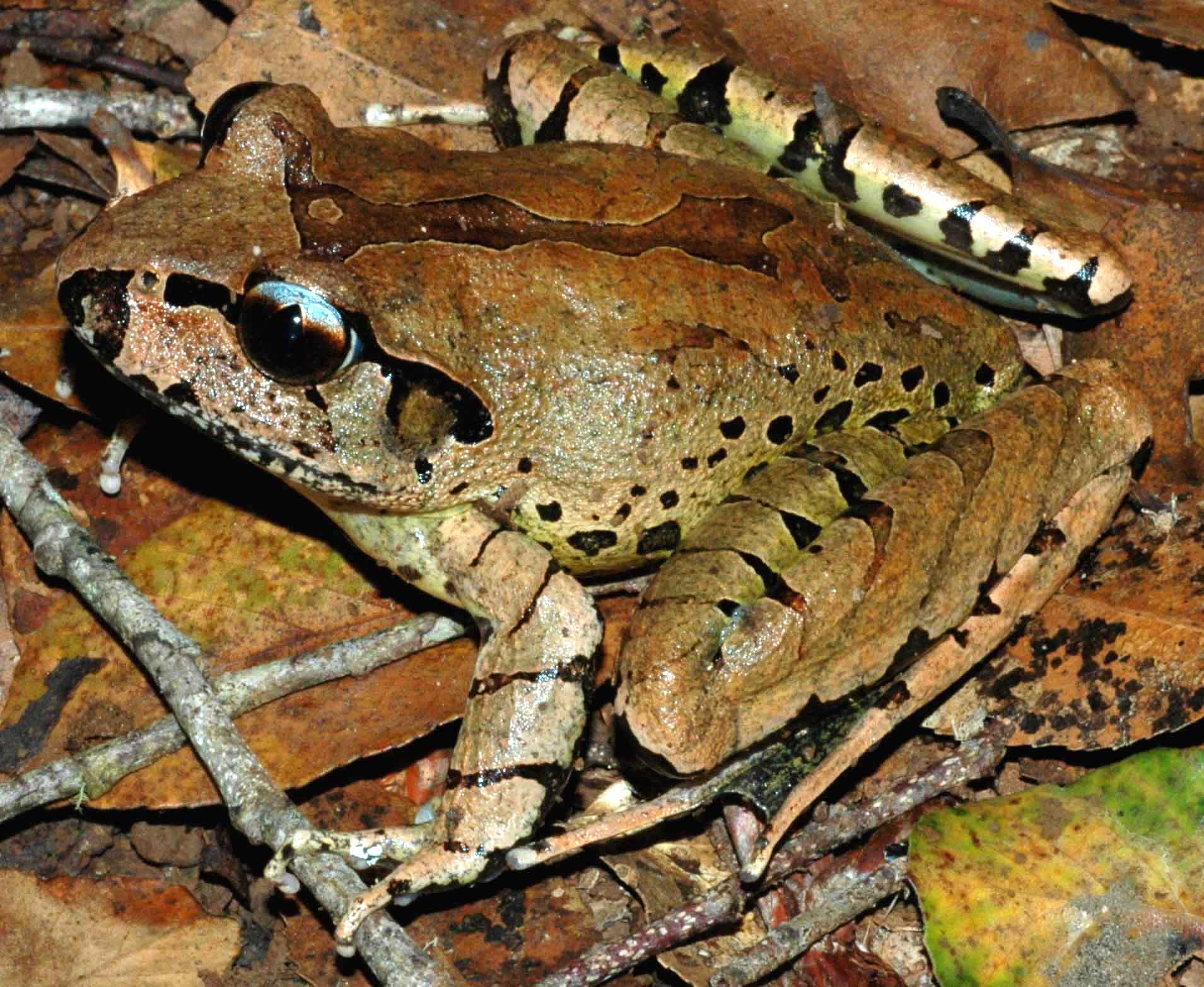
Австралийская жаба Mixophyes fleayi

- 1940 — Австралийский медальон естественной истории[англ.], первый лауреат;
- 1945 — избран членом-корреспондентом Лондонского зоологического общества;
- 1947 — избран членом-корреспондентом (пожизненным) Нью-Йоркского зоологического общества[англ.];
- 1960 — принят в члены Ордена Британской империи (MBE);
- 1978 — сотрудник Квинслендского музея[англ.];
- 1979 — член Клуба первооткрывателей в Нью-Йорке;
- 1980 — член Ордена Австралии (AM);
- 1980 — получил премию Advance Australia Award;
- 1984 — почетный доктор наук Квинслендского университета;
- 1984 — принят в члены организации Ротари Интернешнл[2].

### Названные в его честь таксоны
- Mixophyes fleayi — исчезающий вид австралийских жаб из Восточной Австралии;
- Aquila audax fleayi[англ.] — тасманийский подвид клинохвостого орла[12].